# 대한민국 형법 제17조
대한민국 형법 제17조는 인과관계에 대한 형법총칙의 조문이다.

## 조문
제17조(인과관계) 어떤 행위라도 죄의 요소 되는 위험발생에 연결되지 아니한 때에는 그 결과로 인하여 벌하지 아니한다.

第17條(因果關係)어떤 行爲라도 罪의 要素되는 危險發生에 連結되지 아니한 때에는 그 結果로 因하여 罰하지 아니한다.

## 참고문헌
- 한상훈. (2023). 형법 제17조(인과관계)의 유래와 “위험발생” 및 “연결”에 대한 재해석. 형사법연구, 35(3), 87-127.
- 하태영. (2013). 형법 제17조 인과관계와 객관적 귀속. 동아법학,(58), 287-372.
- 조상제. (2007). 현행 인과관계 규정(형법 제17조)의 개정방안에 관한 연구. 고려법학,(49), 965-986.
- 권영법. (2012). 형법 제17조와 인과관계. 인권과 정의,(430), 84-106.
- 이건호. (2002). 형법 제17조의 위험발생의 의미와 상당인과관계설. 형사법연구,(17), 19-42.

## 같이 보기
- 인과관계